# Perdika (Igoumenitsa)
Perdika (griechisch Πέρδικα (f. sg.); albanisch Arpica) ist ein Dorf und ein Gemeindebezirk im Regionalbezirk Thesprotia in der Region Epirus in Griechenland. 
Perdika ist seit der Reform der Kommunalverwaltung von 2011 Teil der Gemeinde Igoumenitsa. 
Das Dorf hat eine Fläche von 35,3 km². 
Es liegt ca. 1,5 km von der Küste des Ionisches Meeres entfernt und 19 km südöstlich von Igoumenitsa zwischen Igoumenitsa und Parga.